# Селимівська волость
Селимівська волость — адміністративно-територіальна одиниця Ізюмського повіту Харківської губернії з центром у селі Селимівка.
Станом на 1885 рік складалася з 14 поселень, 12 сільських громад. Населення — 3188 осіб (1605 чоловічої статі та 1583 — жіночої), 518 дворових господарств.
|                     | Площа, десятин | У тому числі орної, дес. |
| ------------------- | -------------- | ------------------------ |
| Сільських громад    | 2280           | 1665                     |
| Приватної власності | 16994          | 11209                    |
| Іншої власності     | 100            | 40                       |
| Загалом             | 19374          | 12914                    |

Основні поселення волості:
- Селимівка (Шахове) — колишнє власницьке село при річках Бахмут і Суха за 75 верст від повітового міста, 1030 осіб, 198 дворів, православна церква, школа, лавка, щорічні ярмарки: 1 жовтня та 9 березня.